# Nahuel Molina
Nahuel Molina Lucero (Embalse, 6 de abril de 1998) é um futebolista argentino que atua como lateral-direito. Atualmente, joga pelo Atlético de Madrid.

## Carreira

### Boca Juniors
Cria das categorias de base Boca Juniors, chegou a fazer testes no Barcelona, mas não foi aprovado. Retornou ao clube argentino e continuou se destacando na base, até estrear nos profissionais em 2016. Sem lugar na equipe Xeneize, foi emprestado ao Defensa y Justicia e ao Rosario Central.

### Udinese
Foi contratado pela Udinese no dia 15 de setembro de 2020, assinando por cinco anos com o clube italiano.

### Atlético de Madrid
Após se destacar por sua versatilidade nas duas alas e pelo seu potencial ofensivo, foi contratado pelo Atlético de Madrid no dia 28 de julho de 2022, assinando um contrato de cinco temporadas com o clube de Madrid.

## Seleção Nacional
Em junho de 2021 foi convocado pela Argentina para a disputada da Copa América realizada no Brasil.

## Títulos
Seleção Argentina
- Copa América: 2021, 2024
- Copa dos Campeões CONMEBOL–UEFA: 2022
- Copa do Mundo FIFA: 2022